# Adarnases
Adhur Narsés o Adarnases fue un rey sasánida en 309. Es también conocido como Narsés II.
Era el hijo mayor de Ormuz II y de su primera esposa, la hija de un rey kushan de Gandhara. Se hizo notar por su crueldad y fue destronado después de algunos meses de gobierno. Los nobles subieron al trono entonces a Sapor II. Uno de sus hermanos fue cegado  y otro, Ormuz, fue hecho prisionero durante 13 años por los partidarios de Sapor II; finalmente consiguió escaparse a Constantinopla, con la ayuda de su esposa, a la corte del Emperador Constantino I El Grande (305-337).